# Beauvois-en-Cambrésis
Beauvois-en-Cambrésis – miejscowość i gmina we Francji, w regionie Hauts-de-France, w departamencie Nord.
Według danych na rok 1990 gminę zamieszkiwało 2099 osób, a gęstość zaludnienia wynosiła 596 osób/km² (wśród 1549 gmin regionu Nord-Pas-de-Calais Beauvois-en-Cambrésis plasuje się na 347. miejscu pod względem liczby ludności, natomiast pod względem powierzchni na miejscu 802.).